# Азија (митологија)
Азија је у грчкој митологији била нимфа.

## Митологија
Била је кћерка Океана и Тетије, супруга титана Јапета, са којим је имала децу Менетија, Атласа, Прометеја и Епиметеја. Међутим, у том случају могуће је да је идентификована са Клименом. Такође је идентификована и са Пронојом. Под именом Азија, била је Прометејева жена и у том случају њена деца су Хелен и Деукалион. Њено име се пре односи на Анатолијско полуострво (територија коју заузима данашња Турска), него на цео континент. Још специфичније, представљала је старо краљевство Лидијанаца, регион који је често повезиван са њеним мужем, Прометејем. Управо је и поштована као божанство у Лидији у Анатолији.

## Друге личности
Азија је и једно од епитета богиње Атене у Колхиди. Веровало се да су њен култ одатле пренели Кастор и Полидеук у Лаконију, где јој је у Ласу био изграђен храм. Такође, у митологији се помињу још две личности са овим именом. Једну Хигин наводи као Нереиду.